# Hokago Anthology from Sakura Gakuin
Hokago Anthology from Sakura Gakuin (放課後アンソロジー from さくら学院, Hōkago Ansorojī from Sakura Gakuin) é o primeiro álbum de grandes êxitos lançado pelo grupo idol Japonês Sakura Gakuin sob o nome Sakura Gakuin Bukatsudo. Ele inclui canções passadas de seus sete subgrupos - Twinklestars, Babymetal, Minipati, SCOOPERS, sleepiece, Pastel Wind e Kagaku Kyumei Kiko Logica?. Cada subgrupo representa um clube de atividades extracurriculares.
"Ningentteina", canção de sleepiece usada somente em eventos ao vivo, é lançada no álbum. A versão remixada de "Science Girl Silence Boy", canção de Kagaku Kyumei Kiko Logica?, remixada pela dupla 80kidz, também é inclusa no álbum.

## Faixas
| N.º | Título                                                           | Intérprete                                   | Duração |  |
| 1.  | "Dear Mr.Socrates"                                               | Clube do Bastão Twinklestars                 | 4:01    |  |
| 2.  | "Please! Please! Please!" (プリーズ！プリーズ！プリーズ！)       | Clube do Bastão Twinklestars                 | 3:46    |  |
| 3.  | "Scoreboard ni Love ga Aru" (スコアボードにラブがある)           | Clube de Tênis Pastel Wind                   | 4:39    |  |
| 4.  | "Medaka no Kyodai" (めだかの兄妹)                                | Clube de Volta para Casa sleepiece           | 3:25    |  |
| 5.  | "Ningentteina" (にんげんっていいな)                              | Clube de Volta para Casa sleepiece           |         |  |
| 6.  | "Suimin Fusoku" (スイミン不足)                                   | Clube de Volta para Casa sleepiece           | 4:13    |  |
| 7.  | "Yokubari Fille" (よくばりフィーユ)                              | Clube de Culinária Minipati                  | 4:14    |  |
| 8.  | "Miracle♪Pattyful♪Hamburguer" (ミラクル♪パティフル♪ハンバーガー) | Clube de Culinária Minipati                  | 4:36    |  |
| 9.  | "Doki Doki Morning" (ド・キ・ド・キ☆モーニング)                  | Clube de Música Pesada Babymetal             | 3:45    |  |
| 10. | "Science Girl Silence Boy" (サイエンスガール▽サイレンスボーイ)   | Clube de Ciências Kagaku Kyumei Kiko Logica? | 3:37    |  |
| 11. | "Delta" (デルタ)                                                 | Clube de Ciências Kagaku Kyumei Kiko Logica? | 4:59    |  |
| 12. | "Brand New Day"                                                  | Clube do Jornal SCOOPERS                     | 3:13    |  |

| Faixa bônus |                                                                                          |                                              |         |  |
| N.º         | Título                                                                                   | Artista                                      | Duração |  |
| 13.         | "Science Girl Silence Boy 80kidz Remix" (サイエンスガール▽サイレンスボーイ 80kidz Remix) | Clube de Ciências Kagaku Kyumei Kiko Logica? |         |  |

## Desempenho nas paradas musicais
| Tabela                     | Melhor posição | Semanas nas tabelas |
| -------------------------- | -------------- | ------------------- |
| Oricon Weekly Albums Chart | 96             | 1                   |